# Acrapex brunneolimbata
Acrapex brunneolimbata là một loài bướm đêm trong họ Noctuidae.